# 腕橈骨筋
腕橈骨筋（わんとうこつきん、英語: brachioradialis muscle）は人間の腕の筋肉で肘関節の屈曲、前腕を回内回外位から半回内位に回旋を行う。
上腕骨外側上顆、上腕骨外側下部から起こり、橈骨茎状突起で停止する。